# Sargus pseudoptecticus
Sargus pseudoptecticus är en tvåvingeart som beskrevs av James 1982. Sargus pseudoptecticus ingår i släktet Sargus och familjen vapenflugor. Inga underarter finns listade i Catalogue of Life.